# Slovenská Ľupča

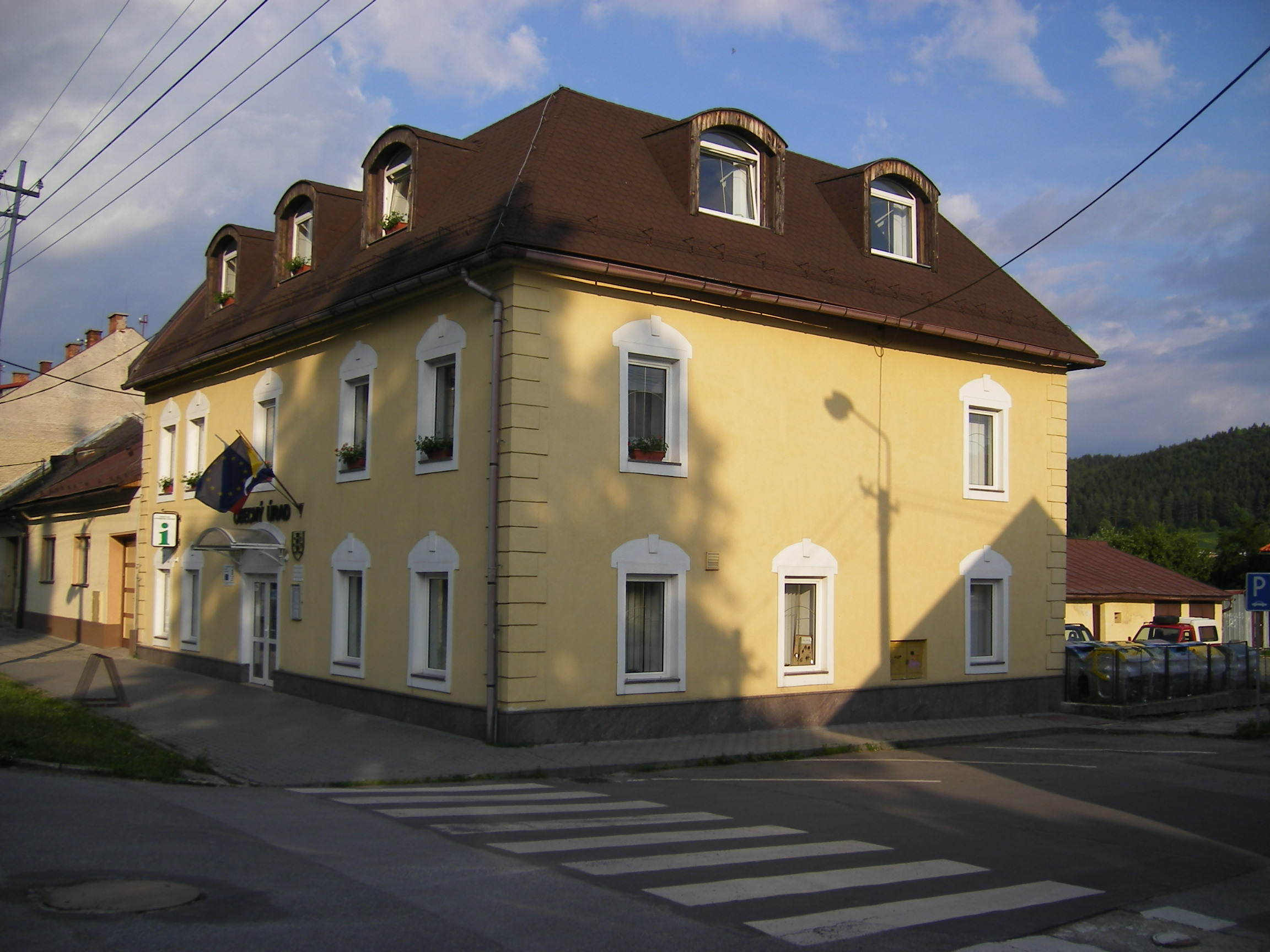
Slovenská Ľupča

Slovenská Ľupča (Hongaars: Zólyomlipcse) is een Slowaakse gemeente in de regio Banská Bystrica, en maakt deel uit van het district Banská Bystrica.
Slovenská Ľupča telt 3.241 inwoners.